# 王自力
王自力（1964年10月—），男，汉族，四川南充人，中国可靠性系统工程技术专家，北京航空航天大学教授，中国工程院院士。